# Rhinoclemmys nasuta
Rhinoclemmys nasuta – gatunek żółwia z rodziny batagurowatych (Geoemydidae).

## Występowanie
Gatunek ten zamieszkuje zachodnią Kolumbię i północno-zachodni Ekwador.

## Rozmiary
Długość karapaksu: samce do 19,6 cm, samice do 22,8 cm.

## Ochrona
Gatunek ten od 2023 roku jest objęty załącznikiem II konwencji waszyngtońskiej (CITES) i aneksem B UE.